# Escadrille N 69 - SPA 69
La Escadrille N 69 - SPA 69 era una squadriglia che combatté nella prima guerra mondiale inquadrata nella francese Aéronautique Militaire.

## Storia
L'Escadrille N 69 è stata creata sul campo di aviazione di Lione-Bron il 20 settembre 1915 con otto Nieuport 10.
Il 9 ottobre 1915 la squadriglia N 69 passa all'aeronautica della 10ª Armata comandata da Gaston Fougeroux.
In quella data, la 10ª Armata, comandata dal generale Victor d'Urbal, comprende il 3º, 9º, 12º, 17º, 21º e 39º corpo d'armata. Fu poi impegnata nella Terza battaglia dell'Artois, in collegamento con l'esercito britannico.
La squadriglia successivamente sposta le sue tende e gli aerei sulla base di Saint-Pol-sur-Ternoise e Savy-Berlette (Pas-de-Calais) al comando del Cne Robert Royer di Massenet de Marancourt dal 17 ottobre 1915. In precedenza, l'ufficiale comandò l'Escadrille BLC 5 sciolta a causa dell'obsolescenza del suo velivolo Blériot.
Il capitano Robert Henri Léon Massenet Royer de Marancour nacque a Chaumont il 14 gennaio 1880. Apparteneva alla promozione "Marchand" della speciale scuola militare di St-Cyr dal 1898 al 1900. Quando lasciò la scuola, fu assegnato al 9º reggimento dei Dragoni. Passò il suo certificato di pilota militare (n. 458) che ottenne presso la scuola d'aviazione di Pau (Francia) il 27 aprile 1914. Fu nominato comandante dell'Escadrille BLC 5 dal 15 giugno 1914 al 25 agosto 1915 e poi dall'Escadrille N 69 dal 14 ottobre 1915 al 25 gennaio 1917. Ottenne tre vittorie omologate e una probabile durante il suo comando della squadriglia N 69. Ha poi preso il comando del gruppo da caccia n° 14 e ha ottenuto altre cinque vittorie omologate. Concluse la guerra con otto vittorie omologate. Dopo la guerra, prese il controllo del 3º Reggimento di aviazione da caccia di Châteauroux, del centro di prova di volo di Villacoublay e della 12ª brigata da bombardamento di Reims. Dopo una posizione di ispettore di caccia, ha preso il comando della terza regione aerea di Tours. Fu nominato generale di Squadra Aerea il 3 settembre 1935 e fu messo in congedo dal personale navigante il 14 gennaio 1937. Il 2 settembre 1939 è stato richiamato in servizio e nominato come Generale di squadra aerea lo stesso giorno. Dopo aver assunto il comando della 3ª regione aerea dal 2 settembre 1939 al 30 luglio 1940, è stato posto in congedo definitivo dal personale navigante il 30 luglio 1940 e posto nella riserva il 14 gennaio 1942. Il generale morì il 6 agosto 1969 a Parigi.
Il 22 ottobre, il Cne Paul du Peuty prese il comando dell'aeronautica della 10ª armata e succedette al capo del battaglione Fougeroux, messo a disposizione del Sottosegretario di stato dell'aeronautica, poi posto al comando del deposito del 1º Gruppo di aviazione di Dijon.
A quel tempo, l'aeronautica della 10ª Armata consisteva delle seguenti squadriglie:
- Squadriglie d'armata: N 15; N 57; N 69; MF 16; MF 54.
- Squadriglie di corpo d'armata: MF 1; MF 22 (Escadrille 22); MF 33; C 4; C 27; C 56.
- Compagnie di aerostati: 30ª compagnia; 32ª compagnia; 39ª compagnia; 40ª compagnia; 41ª compagnia; 41ª compagnia; 50ª compagnia.

Il 29 ottobre, la squadriglia N 69 cambiò base lasciando quella di Savy-Berlette (pas-de-Calais) per stabilirsi su quella di Warlincourt-lès-Pas/la Bellevue (pas-de-Calais).
L'11 novembre 1915, la squadriglia N 69 si trasferì nel campo di Avesnes-le-Comte (pas-de-Calais).
A tale data, l'equipaggio navigante della N 69 è composto da: Cne Robert Massenet de Marancour (comandante di squadriglia), Ltt Louis Bréhier (pilota), Ltt Henri de Chivré (pilota), Slt Paul Malavialle (pilota), Ltt Alexandre d'Orsetti (osservatore), Ltt Jacques du Jonchay (osservatore), Ltt Georges Mazimann (osservatore), Slt André de Gennes (pilota), Ltt Achille Bernard (pilota) e Asp Pierre Navarre (pilota).
Il 10 febbraio 1916, all'unità fu ordinato di muoversi su Suippes. Va poi successivamente a Montdidier, Meaux, Montmirail e infine a Bussy-le-Château dove arriva il 13 febbraio. Il 28 febbraio nuovo movimento per Bar-le-Duc dove arriva lo stesso giorno.
Il 20 marzo, partenza da Bar-le-Duc e arrivo di Lemmes (Meuse) dove la squadriglia si posiziona.
Nel mese di maggio arriva il pilota Georges Pelletier-Doisy.
Il 19 luglio va a Grivesnes (Somme).
A partire dal 5 agosto 1916, l'aeronautica della 10ª armata è così costituita:
- Squadriglie d'armata: N 15, N 69, F 16.
- Squadriglie di corpo d'armata:
- Squadriglie C 11, F 52 e sezione 202.
- Squadriglie C 10, F 60 e sezioni 201, 205.
- Squadriglie F 32, F 54 e sezioni 206, 218.
- Squadriglie C 18, C 28.
- Escadrille C 47.
- Compagnia aerostati: n. 20, 41, 49, 51, 55, 56, 59, 63, 69, 70, 75, 80, 81, 84, 87, 88, 91.

La squadriglia N 69 fu assegnata all'aeronautica della 3ª armata il 15 novembre 1916. Da quella data, la 3ª Armata del generale Humbert (HQ in Noailles) viene ad occupare una zona di fronte tra il bosco di Loges e la parte meridionale di Maucourt, cioè il fronte occupato dal 30º corpo d'armata. Questo (HQ a Montdidier) è composto dal 58° DI, 72° DI e 132° DI.
Il 22 novembre, il 1° CAC è assegnato alla 3ª armata che crescerà con il 58º e il 72º DI. Le unità aeronautiche del 1° CAC sono costituite in un unico comando dall'8 dicembre.
Il 16 dicembre, la squadriglia si trasferì al campo di aviazione di Warfusée di Saint-Georges-sur-Meuse (Somme) e poi a Crotoy il 26 dicembre 1916.
Il 12 gennaio 1917 la Squadriglia N 69 ritorna a Warfusée (Somme).
Il 28 gennaio, un nuovo cambiamento di campo per tornare a Grivesnes (Somme).
All'inizio del febbraio 1917 la N 69 si trasferì a Moreuil (Somme).
Il 26 febbraio si trasferì di nuovo per Palesne di Pierrefonds (Oise).
In previsione della sua partenza sul fronte d'Italia, dove la 10ª armata viene inviata per stabilizzare il fronte italiano appena sfondato, la squadriglia SPA 69 è inquadrata all'aeronautica della 10ª Armata dal 27 ottobre 1917.
Dal 27 ottobre 1917, l'aeronautica della 10ª armata è composta da: squadriglie d'armata: SPA 69 e N 82; squadriglie di corpo d'armata: AR 44 o Escadrille 44 (31° CA), AR 14 o Escadrille 14 (46^ DI), SOP 36 o Escadrille 36 (47^ DI); squadriglie di artiglieria pesante: SOP 221 (90° RAL) , SOP 26 (19° RAL); 38ª compagnia di aerostati (31 CA), 19 e 25 compagnie di aerostati (esercito); Parco aeronautico n. 3; stazione meteorologica n. 7.
Il 24 ottobre 1917, le forze autro-tedesche scatenenano una grande offensiva sul fronte del 2ª armata italiana nelle Alpi Giulie. Le unità italiane sono rapidamente sopraffatte e costrette a ritirarsi. Dal 26, la QGQ francese offre assistenza all'Italia e manda la 10ª armata che prima schiererà quattro divisioni di fanteria.
Il 28 ottobre, il capo del QGQ francese, il generale Ferdinand Foch, viene inviato in Italia con pieni poteri. Lo stesso giorno, i primi elementi della 10ª Armata fecero movimento verso la penisola, alla testa del generale Denis Auguste Duchêne. Il 29, gli eserciti italiani si ritirarono sulla linea del Tagliamento. A seguito di un accordo con gli eserciti italiani e francesi, due divisioni francesi vennero posizionate nella regione di Brescia e due nella regione di Verona.
Il 3 novembre 1917, la squadriglia 69, completamente equipaggiata con gli aerei SPAD S.VII, si stabilì per la prima volta sul campo San Michele Extra, ad est di Verona e il 7 novembre sul Campo di aviazione di Verona-Tombetta. La 64ª e la 65ª divisione di fanteria furono posizionate completamente il 5 novembre e la 47º fanteria iniziò a farlo. L'ultima divisione, la 46^, terminerà il suo posizionamento il 9. Il 10, il ritiro si svolge sul Piave e sulle posizioni del Monte Grappa. Asiago fu abbandonata dagli italiani e subito occupata dagli austriaci. L'impegno francese sul fronte è rinviato per consentire alle truppe italiane, in ritirata, di unirsi alle loro nuove posizioni. Per preparare l'arrivo delle divisioni francesi, i distaccamenti di ricognizione vengono inviati sul Piave e sul Monte Grappa. L'esercito britannico sarà impegnato a destra dei francesi tra Vicenza e Montegalda. Il 21, gli austriaci attaccarono sul Monte Grappa, sul Monte Tomba e sull'altopiano di Asiago, ma gli italiani resistettero. Le truppe delle 23ª e 24ª divisione di fanteria del 12º corpo d'armata francese iniziano i loro posizionamenti. Ora sono sei divisioni francesi che saranno schierate in Italia. Gli inglesi, impegnati a Cambrai, vorranno più tempo per schierarsi.
Il 23 novembre il generale Foch tornò in Francia e il generale Marie Émile Fayolle prese il comando delle forze francesi in Italia. Queste includono i seguenti elementi: 
- Personale della 10ª Armata (generale Duchêne) (sede di Verona):

Elementi dell'armata 90º Reggimento artiglieria pesante con 4 gruppi, 109A Reggimento artiglieria pesante completato con 5 gruppi, il 113A Reggimento artiglieria pesante con 6 gruppi, il 120º Reggimento artiglieria pesante completato a 6 gruppi, il 219º reggimento artiglieria da campo a tre gruppi, il 1º Reggimento di artiglieria Marina con tre raggruppamenti, 2º Reggimento di artiglieria Marina con tre gruppi e due squadriglie da caccia (SPA 69 e N 82) 
- 31º corpo d'armata (generale Marie Sixte François Rozée d'Infreville):

64ª Divisione di fanteria (generale Henri Colin) e 65ª Divisione di fanteria (generale Anatole Louis Adrien Blondin).
- 46ª Divisione di fanteria (generale Lévy) rafforzata da una squadriglia.
- 47ª divisione di fanteria (generale Dilleman) rafforzata da una squadriglia.
- 12º corpo d'armata (generale Nourisson):

23ª divisione di fanteria (generale Bonfait) e 24ª divisione di fanteria (generale René Prioux).
Il 25 novembre, la 64a, la 46ª e la 47ª divisione di fanteria sono schierate sul Brenta (regione di Cittadella (Italia)-Tezze sul Brenta) e si organizzano come posizione di sosta per un eventuale ritiro degli italiani. Il 31º corpo d'armata fu schierato nella posizione di Vicenza-Malo e nel 12º corpo d'armata (23ª e 24ª divisione di fanteria) ad ovest di Verona. La 65ª divisione di fanteria si trova a ovest del Lago di Garda, in riserva del III Corpo d'armata (Regio Esercito). Gli inglesi presero posizione a sud di Cittadella e a ovest di Mantova. Dovranno organizzare il corso del Bacchiglione, a destra della 10ª armata francese, da Vicenza a Montegalda.
Il 1º dicembre, le unità della 10ª Armata si spostarono nella parte anteriore del Piave-Monte Tomba. Il 4, il Comando supremo militare italiano si impegna a mandare in Francia tre squadriglie di bombardieri Caproni con il XVIII Gruppo (poi 18º Gruppo caccia) (12 aerei e una dozzina di ricambio) a condizione che il sotto segretariato dell'aeronautica invii un gruppo da caccia in Italia. Questa condizione non può essere ottenuta, ma i francesi proporranno l'impegno dei 18 SPAD della Escadrille N 92 i - N 392 - N 561 di Venezia. Gli italiani sono attaccati sul Monte Meletta (Melette) e si ritirano di oltre un chilometro. Il 5, la 1ª Armata (Regio Esercito), che viene spinta alla linea della valle dei Ronchi di Gallio (Italia), ripiega all'altezza della Valstagna.
Il 10 dicembre, le unità della 10ª armata sono schierate come segue: 65^ DI (area del Piave); 47^ DI (settore di Monte Tomba); 64^ DI (sud di Bassano del Grappa); 46^ DI (sud di Thiene); 23^ DI (sud di Schio); 24^ DI (regione di Peschiera del Garda).
Il 13 dicembre, il generale Paul André Maistre prese il comando della 10ª armata. Il 17 dicembre, la squadriglia 69 SPA è sul Campo di aviazione di San Pietro in Gu con gli SPAD S.XIII. Il 30, le unità della 47ª attaccano il Monte-Tomba-Monfenera e rimuovono le due linee di trincee facendo 1.392 prigionieri di cui 44 ufficiali, al costo di 34 uccisi e 180 feriti. Il 1º gennaio viene dato l'ordine di partenza delle tre squadriglie Caproni italiane. Ogni notte, il nemico bombardò le retrovie del dispositivo francese con incursioni su Padova, Treviso, Castelfranco Veneto ed il campo di aviazione di Castello di Godego. La notte del 4 gennaio, un bombardamento aero su Castelfranco uccide il generale Lucien Lizé, comandante dell'artiglieria della 10ª armata. Il 27 gennaio gli Austriaci ripresero il loro bombardamento aereo su Mestre, facendo molte vittime, il campo di aviazione di Castello di Godego e Castelfranco.
Il 28 gennaio (Battaglie dei Tre Monti), il I Corpo d'armata, in collaborazione con i gruppi di artiglieria francesi di Bassano e Calvene, rimosse le posizioni austriache del col del Rosso e dell'Echele facendo 1300 prigionieri, ma fallì sul Monte Valbella. Il giorno dopo, Monte Valbella, Croce San-Francesco e Sasso Rosso sono prese. Il 3 febbraio, le città di Bassano, Mestre e Padova furono nuovamente bombardate di notte.
Il 10 febbraio 1918, il generale Maistre, comandante della 10ª Armata, assunse il comando delle forze francesi in Italia.
Il 10 aprile 1918 la SPA 69, tornata in patria, si stabilì ad Étampes (Essonne).
Il 18 aprile, la SPA 69 è sul campo d'aviazione di Fienvillers (Somme).
Il 3 giugno, l'unità arriva sul sito RGA di Le Bourget-Dugny, dove rimarrà fino al 13 giugno.
Il 13 giugno, la SPA 69 è a Vidamée (Somme). Nel mese di settembre si trasferisce a Russy-Bémont (Somme).
Il 1º ottobre 1918 avviene la formazione della squadriglia BR 245 sull'aeroporto di Chaux. Questa nuova squadriglia è formato in parte con gli elementi dell'Escadrille 69 SPA.
Il 12 novembre 1918 la squadriglia SPA 69 si trasferì ad Autrey (Meurthe e Mosella). Il 2 dicembre, ascende alla Mosella e va a Sarreguemines.

## Aerei
- Nieuport 10 dal settembre 1915
- Nieuport 12 nel 1915
- Nieuport 11 nel 1916
- Nieuport 16 nel 1916
- Morane-Saulnier Type P nel 1917
- Nieuport 17 nel 1917
- Nieuport 23 nel 1917
- Nieuport 24 nel 1917
- SPAD S.VII nel 1917
- SPAD S.XVI dal marzo 1918